# Axel Hatchuel
Axel Hatchuel est un pianiste concertiste français.

## Biographie
Axel Hatchuel découvre le piano enfant avec son grand-père pianiste compositeur qui lui transmet sa passion pour l'instrument. Il partage sa jeunesse entre la musique et les sports de combat à haut niveau. Il enseigne notamment le free fight. En 2005, il entre dans la Police Nationale et intègre quelques années plus tard un groupe d'intervention spécialisé. Axel Hatchuel est médaillé pour acte de courage et de dévouement en 2009 et fait l'objet de nombreuses lettres de félicitations.
En 2010, il quitte la Police nationale et revient au piano. 
En 2013, il sort son premier album consacré à Frédéric Chopin.
Son répertoire musical s'étend de Bach à Rachmaninov, en passant par Mozart, Beethoven, Debussy, Scriabine, avec une certaine prédilection pour les compositeurs romantiques comme Chopin, Liszt, Tchaïkovski et Schubert.
Le pianiste David Zouzout dit de lui : « Axel Hatchuel est un pianiste au parcours très atypique. Il nous révèle à travers cet album, non seulement une authentique fibre artistique, mais aussi une vraie sensibilité, mêlée à une étonnante maîtrise de l’instrument ».

## Concerts et discographie

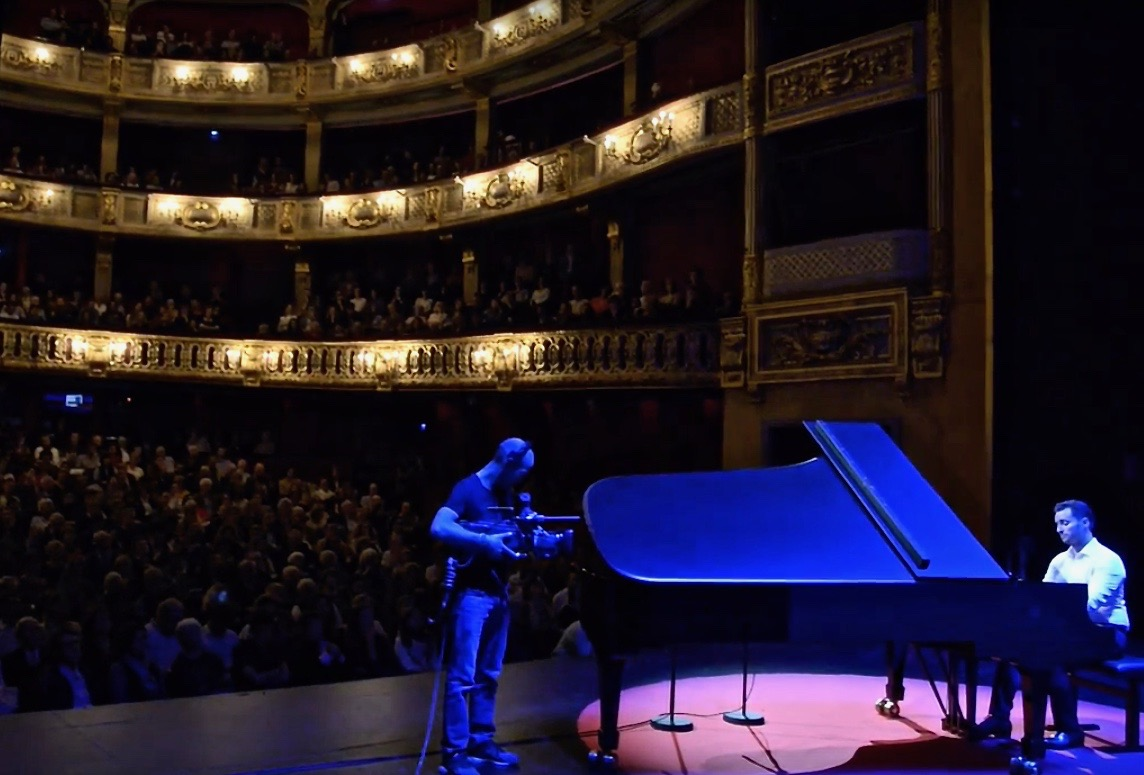
Axel Hatchuel en concert au Théâtre de l'Odéon à Paris le 05 octobre 2019.

Axel Hatchuel a donné des concerts dans différents lieux : le théâtre de l'Odéon, le Showroom Pleyel à Paris, Piano Salon à Varsovie, l’hôtel Aria à Las Vegas, le Shangri-La ou encore à la Cité du cinéma et à l’église Saint-Julien-le-Pauvre de Paris.
Axel Hatchuel est au piano aux côtés de Angie Robba et Michel Sardou dans le clip Rouge. On le retrouve également dans le clip Beggar's Holiday de David Serero. 
Axel Hatchuel a publié trois albums :
- 2013 : Axel Hatchuel joue Chopin[1] ;
- 2018 : Chopin Liszt : Réminiscence. Cet album est préfacé par le pianiste Herbert du Plessis[5] qui le décrit comme « Un artiste sensible et un musicien d'un rare naturel. [...] Un pianiste hors du commun qui force l'admiration pour la sincérité de ses interprétations, la beauté de son toucher et son sens intelligent du phrasé »[1] ;
- 2018 : Schubert Chopin Tchaïkovski.